# Hotel Potemkin
Hotel Potemkin ist ein österreichisches Stummfilmlustspiel aus dem Jahre 1924 von Max Neufeld.

## Handlung
Lord Henry Berry ist ein junger Adeliger, dem es eigentlich an nichts mangelt, außer dass er sich zu Tode langweilt. Eines Tages begegnet er einem unheimlichen Fremden, einem gewissen Mr. Witt, der mit ihm einen Pakt schließt, demzufolge der Fremde verspricht, dem Lebensüberdrüssigen binnen drei Wochen noch vor der Vollendung des 30. Lebensjahres die originellste und raffinierteste Todesart zukommen zu lassen, die man sich vorstellen könne. 
Lord Henry wäre dieser Idee nicht abgeneigt, würde er nicht in den folgenden Tagen die bildhübsche und fesche Mabel kennenlernen, die ihm wieder Lebensfreude verschafft und in ihm die Liebe erweckt. Am Ende stellt sich heraus, dass jener Mr. Witt niemand anderes als Lord Henrys Gutsnachbar ist und zugleich Mabels Vater.

## Produktionsnotizen
Hotel Potemkin wurde in der zweiten Jahreshälfte 1923 in Wien gedreht. Der Film passierte die österreichische Filmzensur am 29. Januar 1924 und wurde bereits zwei Wochen zuvor, am 15. Januar 1924 im Rahmen einer Pressevorführung uraufgeführt. Der Massenstart war am 21. März 1924. Der sechsaktige Film besaß eine Länge von etwa 2200 Metern und wurde mit Jugendverbot belegt.
Eugen Neufeld, der einen mysteriösen Unbekannten verkörpert, war der ältere Bruder von Regisseur Max Neufeld. Alexander Ferenczy und Stefan Wessely schufen die Filmbauten. E. W. Emo war Regieassistent.
In Deutschland wurde der Streifen unter dem Titel Die letzte Stunde verliehen.

## Kritik
Wiens Neue Freie Presse schrieb: „‚Hotel Potemkin‘ ist wirklich ein reizendes, feines Lustspiel, dem man als originellen Vorzug nachrühmen kann, daß es sich die lustige Stimmung geschickterweise für den letzten Akt aufspart, in dem diese sonderbare Geschichte ihre ergötzliche, liebenswürdige Lösung findet (…) Max Neufelds Regie ist durchaus einwandfrei. Nichts an Verstiegenheit oder Geschmacklosigkeit ist da zu finden. (…) Die Darstellung ist durchwegs vorzüglich.“
In Paimann’s Filmlisten ist zu lesen: „Die Rahmenhandlung ist spannend gearbeitet und verfügt auch über ein flottes Tempo, während die eingeschobenen Szenen etwas breit geraten sind. Die Darstellung ist durchgehends gut, Jean Angelo an der Spitze. Auch Aufmachung und Photographie verdienen lobende Erwähnung“.